# Sawai Gandharva

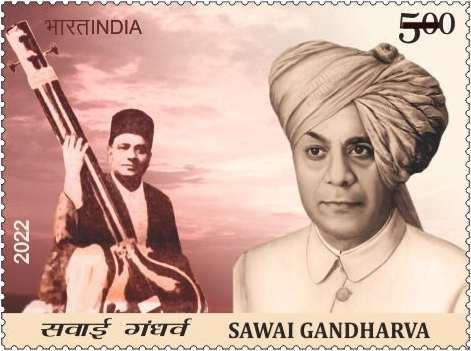
Sawai Gandharva (indische Briefmarke, 2022)

Ramachandra Kundgolkar Saunshi (auch: Rambhau Kundgolkar, Ramabhau Kundagoḷakara; * 19. Januar 1886 in Kundgol; † 12. September 1952), bekannt als Sawai Gandharva, war ein indischer Sänger, Schauspieler und Musikpädagoge.

## Leben
Sawai Gandharva wurde nach erstem Gesangsunterricht in seinem Heimatort der erste und der bedeutendes Schüler von Abdul Karim Khan, dem Begründer der Kirana-Gharana. Durch den Stimmbruch im Alter von sechzehn Jahren verlor seine Stimme stark an Beweglichkeit und Klang, und es bedurfte einer jahrelangen Stimmausbildung durch seinen Lehrer, um die Laufbahn als Sänger fortzusetzen. Er begnügte sich dabei nicht, die Tradition der Kirana-Gharana fortzusetzen, sondern lernte auch bei Vertretern anderer Gharanas wie Ramakrishnabuva Vaze, Bhaskarbuva Bakhale und Nissar Hussein Khan.
Daneben schloss er sich – zum Verdruss seines Lehrers – einer Schauspieltruppe des Marathi-Theaters an. Er trat hier mit großem Erfolg als Sänger und Schauspieler in Frauenrollen auf und erhielt von Shrikrishna Khaparde den Ehrentitel Sawai Gandharva – nach dem Doyen des Marathi-Theaters Bal Gandharva. Auf Grund von Lähmungen musste er seine aktive Laufbahn 1942 beenden.
Im Laufe der Jahre nahm Sawai Gandharva einige Schelllackplatten auf. Die Gramophone Company of India veröffentlichte 1969 eine LP mit elf Titeln aus seinem Repertoire. Zu den Schülern Sawai Gandharas zählen u. a. Gangubai Hangal, Bhimsen Joshi, Basavaraj Rajguru, Firoz Dastur und Krishnarao Phulambrikar.